# Sphecodes tomarchioi
Sphecodes tomarchioi är en biart som beskrevs av Nobile och Turrisi 2004. Sphecodes tomarchioi ingår i släktet blodbin, och familjen vägbin. Inga underarter finns listade i Catalogue of Life.